# Courcelles-lès-Semur
Courcelles-lès-Semur é uma comuna francesa na região administrativa da Borgonha-Franco-Condado, no departamento de Côte-d'Or. Estende-se por uma área de 12,06 km². Em 2010 a comuna tinha 249 habitantes (densidade: 20,6 hab./km²).